# Kristine Tompkins
Kristine McDivitt Tompkins (Santa Paula, 30 de junio de 1950) es una conservacionista y empresaria estadounidense. Desde 1993, trabajó con su marido, Douglas Tompkins, para crear grandes áreas de conservación silvestre en Chile y Argentina. Es la presidenta y confundadora de Tompkins Conservation

## Primeros años
Tompkins pasó gran parte de su juventud en el rancho de su familia en Santa Bárbara, California, a pesar de que  pasó algunos años en Venezuela, donde su padre trabajaba para una compañía petrolera. A los 15 años,  conoció y se hizo amiga de la leyenda del montañismo y fabricante de equipamiento Yvon Chouinard, quien le ofreció un trabajo de verano en Chouinard Equipmient. Después de terminar sus estudios en la Universidad de Idaho en Caldwell, donde ella practicó esquí de manera competitiva, comenzó a trabajar a tiempo completo en la empresa que se convertiría en Patagonia, Inc.

## En Patagonia
Desde 1973, Tompkins ayudó a Yvon Chouinard a transformar su negocio de herramientas en Patagonia, Inc, En 1980 Patagonia comenzó a donar el 10% de sus ganancias a organizaciones medioambientales como Earth First! En 1984, la compañía formó la iniciativa One Percent for the Planet Club ("Club del 1% por el planeta"), el cual dona el 1% de las ventas o el 10% de las ganancias —dependiendo de la cifra que sea mayor— a causas medioambientales.
Tompkins ejerció como CEO de Patagonia por 20 años, dejando la empresa en 1993.

## Trabajo de conservación
A inicios de la década de 1990, Kris se retiró de Patagonia, se casó con Douglas Tompkins (fundador de The North Face y ESPRIT), y se trasladó al sur de Chile para trabajar con dedicación exclusiva en la conservación ambiental.  Juntos han protegido más territorio que cualquier otra persona, cerca de dos millones de acres. Su primer proyecto fue la creación del Parque Pumalín, una reserva natural de acceso público de 800 000 acres en la Región de Los Lagos, que busca proteger la ecorregión bosque valdiviano. Los Tompkins realizaron más tarde proyectos de conservación en los Esteros del Iberá en Argentina.
Debido a su trabajo de conservación, Kris y Doug han recibido reconocimientos como el Scenic Hudson’s Visionary Conservationist Award, el African Rainforest Conservancy’s New Species Award, y el "Líder ambiental del año" por Latin Trade.
En enero de 2018, Tompkins y la presidenta de Chile Michelle Bachelet firmaron decretos en nombre de Tompkins Conservation para poder crear cinco nuevos parques nacionales en Chile y expandir otros tres, agregando un total de 10,3 millones de acres de nuevos parques nacionales a Chile. Un millón de acres de tierra provinieron de Tompkins Conservation, y el resto lo proporcionó el gobierno en tierras controladas a nivel estatal. En su momento, se indicó que esta era la mayor donación de tierras de una entidad privada a un país en América del Sur.